# Yves Perrier
Yves Perrier (Scionzier, 1954) è un dirigente d'azienda francese, esperto in finanza, presidente del consiglio di amministrazione di Amundi dopo esserne stato amministratore delegato dalla sua nascita, nel 2010, sino al 2021. In precedenza è stato direttore finanziario di Société Générale, membro del comitato esecutivo di Crédit Lyonnais e di Crédit Agricole, responsabile di Calyon, divenuta poi CACIB (la divisione di investment banking di Crédit Agricole), dopodiché è stato amministratore delegato di Crédit Agricole Asset Management (CAAM), divenuta Amundi nel 2010.
Durante la sua carriera ha curato la fusione delle attività di investment banking di Crédit Lyonnais e Crédit Agricole nel 2002-2003, quindi ha guidato e realizzato la fusione di Société Générale Asset Management e CAAM, creando il gruppo Amundi, che ha portato al suo ingresso nella Borsa di Parigi nel 2015. Nel 2017, Perrier ha supervisionato l'acquisizione da parte di Amundi di Pioneer Investments, una sussidiaria di UniCredit.

## Biografia
Yves Perrier è nato a Scionzier nel 1954 da una famiglia della Valle dell'Arve, nella regione francese dell'Alta Savoia.. Suo padre è un artigiano che lavora nel campo della tornitura da barra, attività che ha una lunga storia nella regione..
Dopo aver frequentato le scuole normali, ha studiato alla ESSEC Business School di Parigi, dove si è laureato nel 1976. Ha conseguito anche una laurea come Expert-comptable (l'equivalente francese di un dottore commercialista).

## Carriera

### 1977–2010
Perrier ha iniziato la sua carriera professionale nel 1977. Dopo dieci anni nel campo della revisione contabile e della consulenza, è entrato a far parte di Société Générale nel 1987, dove è diventato CFO nel 1995. Nel 1999, in seguito alla lotta in Borsa tra Société Générale, BNP e Paribas, Perrier è passato al Crédit Lyonnais come membro del comitato esecutivo responsabile della finanza, del rischio e dell'audit e controllo interno. Nel 2002 ha supervisionato la fusione del Crédit Lyonnais con il Crédit Agricole, completata nel 2003.
Nel 2003 entra a far parte del Comitato Esecutivo del gruppo Crédit Agricole ricoprendo diversi ruoli all'interno della società. Dal 2002 al 2004 è stato responsabile rischi e vice amministratore delegato della divisione Corporate and Investment Banking (CIB) del Gruppo. In questa veste, ha orchestrato la fusione delle attività di CIB tra Crédit Lyonnais e quelle di Crédit Agricole Indosuez, portando alla creazione nel 2004 di Calyon (ora CACIB), di cui è diventato direttore generale responsabile della finanza strutturata, intermediazione, rischio, funzioni di supporto e rete internazionale.
Nel 2007, Perrier è stato nominato capo della divisione Asset Management e Servizi Istituzionali di Crédit Agricole.In tale veste è stato presidente e amministratore delegato di Crédit Agricole Asset Management (CAAM) e presidente del Consiglio di sorveglianza di Caceis. Nel 2009 guida la fusione che unisce le attività di CAAM e SGAM (Société Générale Asset Management), dando vita, il 1º gennaio 2010, ad Amundi, di cui diventa amministratore delegato. A quel tempo, Amundi era detenuta al 75% da Crédit Agricole, con il 25% in mano a Société Générale.

### Dal 2010
Perrier ha guidato lo sviluppo di Amundi, con un patrimonio gestito in crescita da 670 miliardi di euro all'inizio del 2010 a oltre 1,4 trilioni di euro nel 2017 utilizzando anche reti bancarie partner diverse da quelle dei suoi azionisti. Questa espansione internazionale riflette una strategia messa in atto per industrializzare i processi interni e offrire servizi a una gamma di diversi segmenti di clientela nel quadro di un'organizzazione sia globale che locale. L'approccio ha prodotto efficienze e redditività tra le più alte del settore: il rapporto cost/income di Amundi, si è attestato al 53,1% nel 2016 di fronte ad una media del settore del 65%. Questa strategia globale ha portato anche a diversi piani di riduzione della forza lavoro.

## Premi
- Ufficiale dell'Ordine della Legione d'Onore[13]
- Ufficiale dell'Ordine al merito nazionale francese[14]
- Premio « European Asset Management Personality of The Year » da Funds Europe magazine nel 2010[15]
- Premio « CEO of the Year » dal Financial News nel 2017[16]
- Nominato tra gli « Strateghi dell'anno » da Les Échos nel 2017[14]
- Premio « European Outstanding Achievement » da Funds Europe magazine nel 2018[17]
- Premio « CEO of the Year » negli Investment Excellence Awards 2019 organizzati da Global Investor Group[18]
- Riconoscimento per il lavoro alla guida di Amundi dalla redazione del Financial News in occasione degli Asset Management Awards 2021[19]